# 科隆迪·贝拉
科隆迪·贝拉·久尔吉（匈牙利語：Korondi Béla György，1914年8月16日—1949年10月24日），匈牙利共产党，匈牙利内务部军官。1949年被处以绞刑。1955年平反。